# Stenus plicipennis
Stenus plicipennis är en skalbaggsart som beskrevs av Thomas Casey. Stenus plicipennis ingår i släktet Stenus och familjen kortvingar. Inga underarter finns listade i Catalogue of Life.